# 184501 Pimprenelle
184501 Pimprenelle este o planetă minoră (asteroid) din centura de asteroizi. A fost descoperită pe 9 august 2005 la Saint-Sulpice de Bernard Christophe⁠(d). 
Obiectul prezintă o orbită caracterizată de o semiaxă mare de 2,3962725272788 UAi, o excentricitate de 0,17, o înclinație de 0,8 ° în raport cu ecliptica.